# 2011年白宫枪击案
2011年11月11日，名叫奥斯卡·拉米罗·奥尔特加·埃尔南德斯的21岁无业男子使用半自动步枪朝白宫连射几枪，至少七发子弹击中白宫二楼。美国总统贝拉克·奥巴马和第一夫人米歇尔·奥巴马正外出访问，并不在白宫，但总统夫妇幼女萨莎·奥巴马和第一夫人母亲玛丽安·鲁宾逊当时正待在白宫。案发四天后，美国特勤局才发现子弹痕迹。
2013年9月，奥尔特加·埃尔南德斯对破坏财产罪以及使用枪械从事暴力罪认罪，以换取撤销企图暗杀总统罪。2014年3月，他被判处25年监禁。这是自1994年弗朗西斯科·马丁·杜兰暗杀第42任美国总统比尔·克林顿未遂后，白宫首次出现枪击案。

## 背景
2011年10月23日，21岁的无业男子奥斯卡·拉米罗·奥尔特加·埃尔南德斯离开爱达荷福尔斯，此时距离案发还有三周。他告诉亲朋好友他将会前往犹他州出差。由于迟迟未返回，他的家人在10月31日通报其失踪。埃尔南德斯曾多次称美国政府正通过各种手段控制人民，他还表示贝拉克·奥巴马是反基督份子，自己将奉上帝命令除掉奥巴马。埃尔南德斯前未婚妻母亲表示她在四年里所认识的埃尔南德斯是个彬彬有礼的人，但他最近经常发表令人震惊的言论。埃尔南德斯还告诉一名電腦顧問奥巴马正在将全球定位系统植入儿童体内，并表示世界末日将在2012年到来。9月，他录制一段视频给奧花·雲費表示他就是耶稣，并要求在奥普拉·温弗里秀登场。他在21岁生日时发表了45分钟的演讲，谈到了大麻以及秘密结社的威胁。他和前未婚妻育有一名儿子，但不知二人因什么原因以及何时分手。
11月9日，埃尔南德斯携带从爱达荷福尔斯枪店购买的180发子弹和罗马尼亚生产的WASR半自动步枪抵达华盛顿。枪击案发生前，有热心群众举报他在白宫草坪举止可疑。警方随后拦截了埃尔南德斯车辆，但他拒绝了警察的搜车请求。由于没有合理的理由，警方在拍照后便放他离开。

## 枪击经过及后续

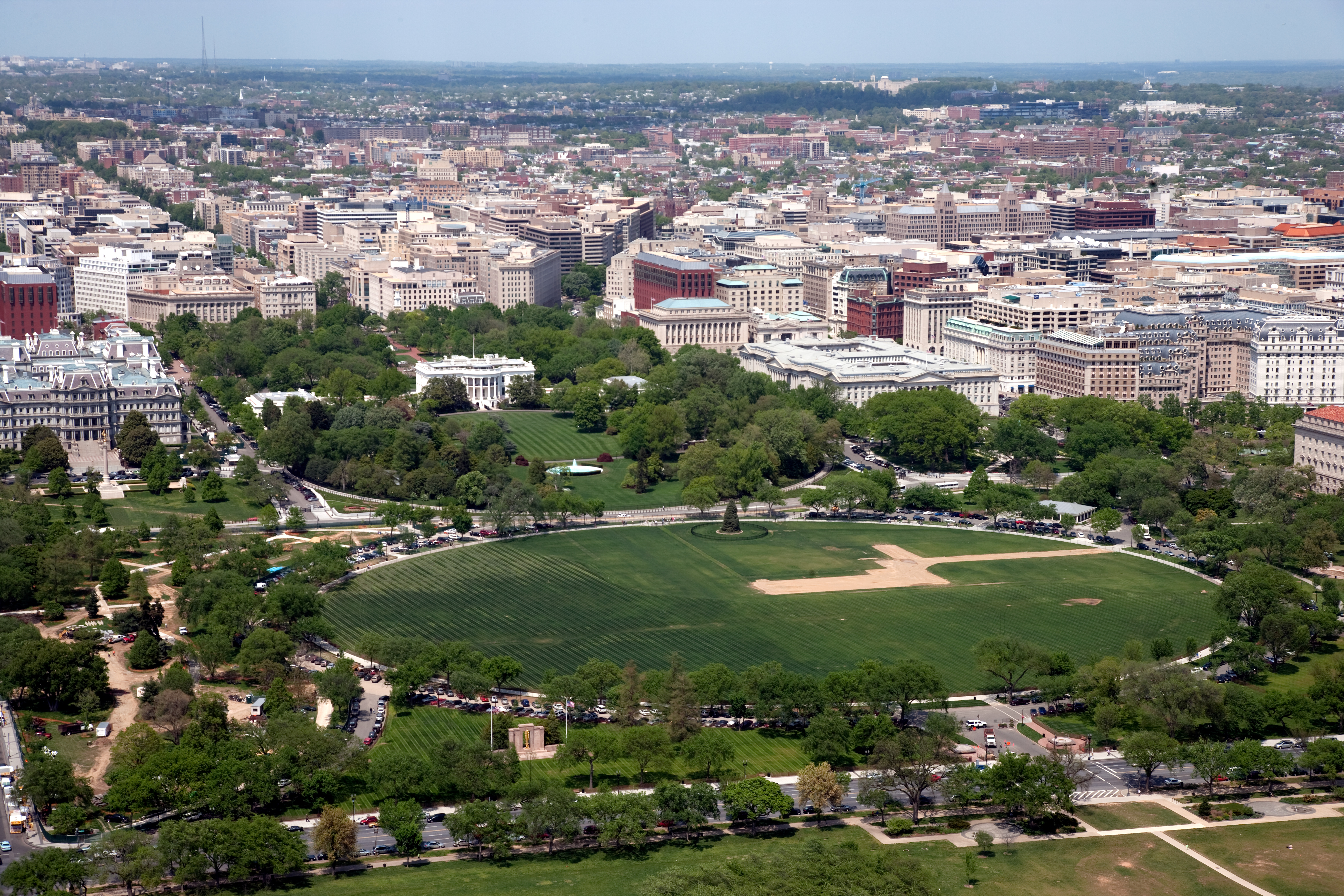
白宫鸟瞰图，右下角是案发地宪法大道。

11月11日晚上9点，埃尔南德斯在距离白宫700至800码的宪法大道朝白宫射击。子弹击中了距离第一家庭客厅不远的窗户，卡在了窗框里。几发子弹被房顶反弹，造成部分木头和混凝土碎片掉落，至少七发子弹击中建筑物。乘坐附近出租车的女子在推特表示，她所乘坐的出租车前方的汽车司机突然停下朝白宫连开五枪，警察过了一会儿才反应过来。枪击案发生时，总统奥巴马、第一夫人米歇尔·奥巴马以及二人长女玛丽亚并不在白宫，第一家庭里仅有总统幼女萨莎和第一夫人母亲待在白宫，玛丽亚随时可能返回。
特勤局特工闻声赶到，并派出狙击手盯着南边的草坪，寻找蛛丝马迹。一名主管认为只是附近工地噪音，便告诉特工们没有枪击，撤退。随后，特勤局确认发生枪击事件，但误当成黑帮交火。之后，特勤局拨打报警电话，但提供了错误资讯，如嫌犯的车辆以及嫌犯为两名正在岩溪林荫公路逃窜的黑人。特勤局直到四天后即11月15日才发现白宫遭到袭击。当时，有一名管家发现了杜鲁门阳台上的碎玻璃和水泥碎片。
案发时，奥巴马正准备访问澳大利亚。米歇尔·奥巴马返回后不久便倒头就睡。一名引座员前去查看第一夫人，引座员误以为米歇尔已知晓枪击案便谈到此事。米歇尔得知后十分生气为何特勤局局长马克·J·沙利文从夏威夷返回时未上报此事。米歇尔会见沙利文后愤怒质问他，声音大到隔着门都能听见。沙利文驳斥了此说法，但并未透露会谈细节。同日，特勤局调查人员对案发时在场的警察和特工展开询问，并和联邦调查局讨论接手事宜。奥巴马也对特勤局失职以及未上报感到十分愤怒。
2014年9月，《华盛顿邮报》发布了一份关于特勤局在案发时迟钝表现的调查报导。一名不愿透露姓名的特勤局特工表示枪声距离白宫四分之一英里，且混乱的目击情报才造成如此表现。最初的目击情报为一辆黑色汽车朝宪法大道另一辆汽车射击，而非袭击白宫。那位匿名的特勤局特工还表示这不是我们的高光时刻，我们从未停止寻找犯人。前特勤局特工埃维·普姆普拉斯认为特勤局需做出改变以防备自满的人以及未来袭击。特勤局在案发后改进了人员和结构问题，并增加监控系统。这是自1994年10月29日弗朗西斯科·马丁·杜兰暗杀时任美国总统比尔·克林顿未遂后，白宫首次发生枪击事件。
2013年3月，新上任的特勤局局长朱莉娅·皮尔森在美国众议院听证会上面对众议院监督委员会主席达雷尔·伊萨批评为何安保问题漏洞百出时表示安保系统在埃尔南德斯开枪后便已崩溃。2014年10月1日，皮尔森因枪击案在内的一系列争议事件而辞职。

## 逮捕与审判
案发后，埃尔南德斯驾驶本田雅阁驶离现场，并在离白宫一段距离的街区发生车祸。随后，他弃车而逃。警方在车内搜到三个装满弹药弹匣、九个用过的弹壳、指节套环等等。11月13日，美国公园警察发布埃尔南德斯逮捕令。特勤局也从埃尔南德斯亲朋好友处得知他对总统着魔，于是在华盛顿对他展开搜寻。11月16日，埃尔南德斯在印第安纳一家酒店内被前台服务员认出，店员随即报警，埃尔南德斯在案发5天后被捕。
2013年9月，奥尔特加·埃尔南德斯对破坏财产罪以及使用枪械从事暴力罪认罪，以换取撤销企图暗杀总统罪。2014年3月31日，埃尔南德斯被罗斯玛丽·M·科利尔判处25年有期徒刑。埃尔南德斯辩护律师表示埃尔南德斯患有抑郁症以及精神问题应判处10年监禁。检察官则要求判处27年半监禁。目前他被关押在赫朗教化所，预计在2033年6月21日释放。